# SonarQube
SonarQube（曾用名Sonar（声纳））是一个开源的代码质量管理系统。

## 特征
- 支持超过25种编程语言[2]：Java、C/C++、C#、PHP、Flex、Groovy、JavaScript、Python、PL/SQL、COBOL等。（不过有些是商业软件插件）
- 可以在Android开发中使用
- 提供重复代码、编码标准、单元测试、代码覆盖率、代码复杂度、潜在Bug、注释和软件设计报告[3][4]
- 提供了指标历史记录、计划图（“时间机器”）和微分查看
- 提供了完全自动化的分析：与Maven、Ant、Gradle和持续集成工具（Atlassian Bamboo（英语：Bamboo (software)）、Jenkins、Hudson等）[5][6][7]
- 与Eclipse开发环境集成
- 与JIRA、Mantis、LDAP、Fortify（英语：Fortify Software）等外部工具集
- 支持扩展插件[8][9]
- 利用SQALE（英语：SQALE）计算技术债务[10]
- 支持Tomcat。不过计划从SonarQube 4.1起终止对Tomcat的支持[11]。

## 延伸阅读
- SonarQube指南（页面存档备份，存于）
- Eclipse Sonar指南（页面存档备份，存于）